# Luigi Luca Cavalli-Sforza
Luigi Luca Cavalli-Sforza (Gènova, 25 de gener de 1922 - Belluno, 31 d'agost de 2018) fou un genetista i catedràtic universitari italià expert en la genètica de poblacions.

## Biografia
Va néixer el 25 de gener de 1922 a la ciutat de Gènova. Va iniciar els seus estudis universitaris de biologia a la Universitat de Torí sota les ordres de Giuseppe Levi, el 1939 es traslladà a la Universitat de Pavia, universitat en la qual es graduà el 1944.
Amplià els seus estudis a la Universitat de Cambridge, i posteriorment es dedicà a la docència a les universitats de Milà, Parma i Pavia. El 1971 es traslladà als Estats Units d'Amèrica, on va ser catedràtic a la Universitat Stanford. En jubilar-se, el 1992, va ser nomenat catedràtic emèrit.. L'any 1993 fou guardonat amb el Premi Internacional Catalunya atorgat per la Generalitat de Catalunya; el 1999 fou guardonat amb el Premi Balzan de la ciència dels orígens humans.

## Recerca científica
Inicialment interessat en els bacteris, el 1952 inicià la seva recerca sobre les dades demogràfiques de la població, utilitzant els paràmetres de les dispenses eclesiàstiques i els matrimonis consanguinis.
Durant la seva estada a Stanford col·laborà amb l'arqueòleg Albert Ammerman en la recerca de l'extensió cultural del Neolític, utilitzant en el seu estudi els marcadors genètics existents al llarg de la història per fer front a les poques restes arqueològiques existents. A partir de la dècada del 1980 utilitzà, així mateix, aquelles dades provinents de la lingüística comuns a les de la genètica.
Cavalli-Sforza ha estat un dels primers genetistes a preguntar-se si els gens de l'home modern encara contenen el rastre de la història de la humanitat. Inicià un nou camp de recerca en la demografia mitjançant l'estudi dels grups sanguinis de la població, anomenat genètica de poblacions. Els seus estudis han permès estudiar els moviments migratoris de la població en el passat.